# Ефект чорної краплі

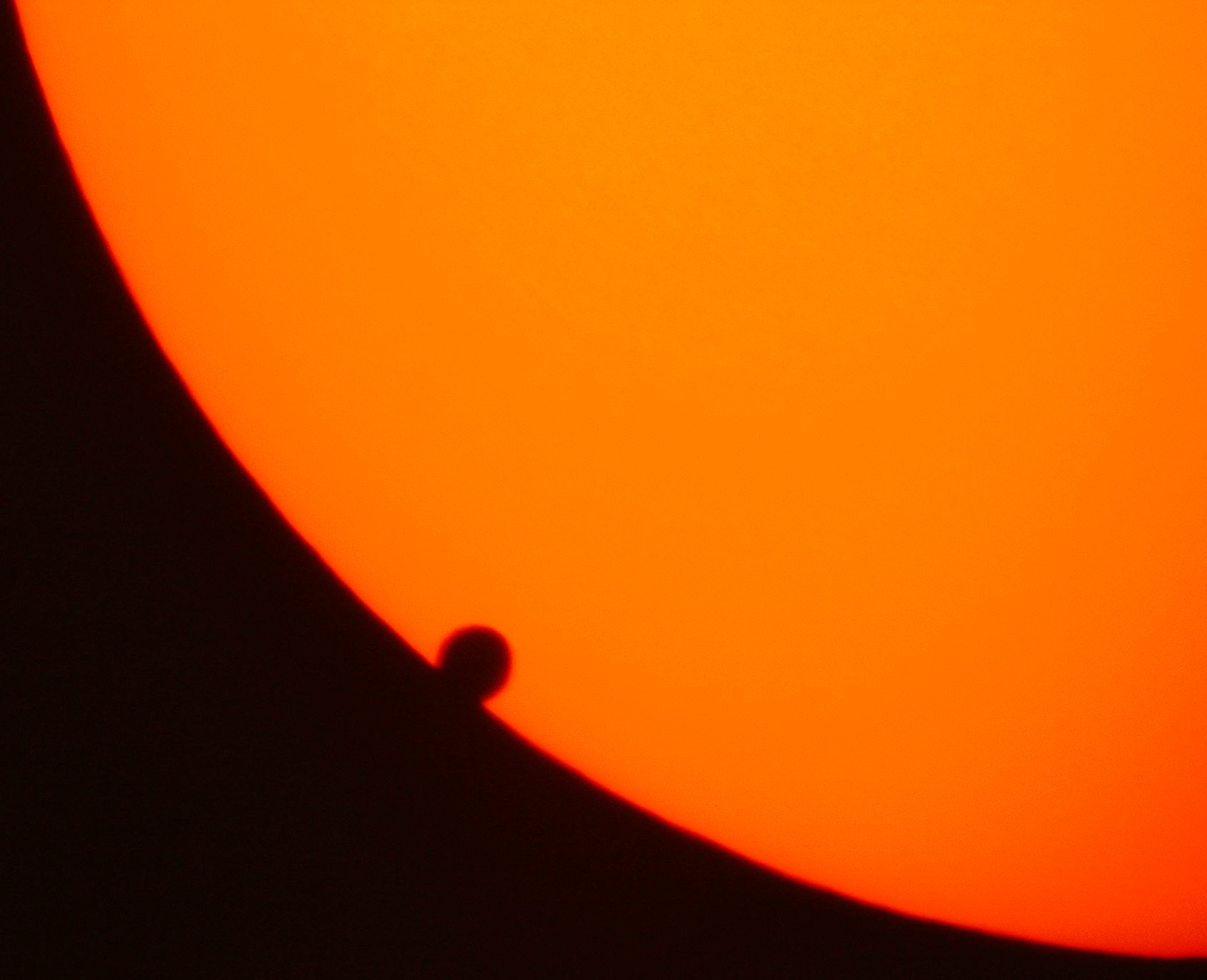
Проходження Венери по диску Сонця 8 червня 2004 року. Тут ефект чорної краплі спостерігається.

Ефект чорної краплі (англ. Black drop effect) — оптичне явище, яке спостерігається протягом проходження Венери і, в меншій мірі —  Меркурія, по диску Сонця.

## Опис
Відразу після другого контакту, як і безпосередньо перед третім контактом, протягом проходження здається, що диск Венери (Меркурія) і лімб Сонця з'єднує маленька чорна крапля, внаслідок чого складно точно встановити момент другого або третього контакту. Це призводило в XVIII ст. до невдач при спробах оцінити точне значення астрономічної одиниці за даними про проходження Венери.
Довгий час вважалося, що ефект чорної краплі виникає через товсту атмосферу Венери, при цьому наявність ефекту розглядалося як підтвердження існування атмосфери. В даний час вважається, що ефект є наслідком поєднання сильного потемніння диска Сонця до краю і власної недосконалості органів зору.
Спостереження Меркурія при проходженні в травні 1832 року за допомогою різних інструментів дозволили Фрідріху Бесселю і Фрідриху Аргеландеру зазначити ефект чорної краплі (сам термін ще не був придуманий) на інструменті, у якого роздільна здатність була меншою. при більш точних вимірах ефект чорної краплі спостерігався поза земною атмосферою в 1999 і 2003 роках при проходженнях Меркурія по диску Сонця, незважаючи на відсутність у Меркурія атмосфери.
8 червня 2004 року при проходженні Венери по диску Сонця багато спостерігачів відзначали, що вони не побачили ефекту чорної краплі або, у крайньому разі, він був слабше виражений, ніж вказували спостерігачі в минулі проходження. Можливо, це пов'язано зі змінами в техніці спостережень: телескопи стали більшими, оптичні системи — краще, також стали враховувати потемніння диску сонця до краю.

## Зображення

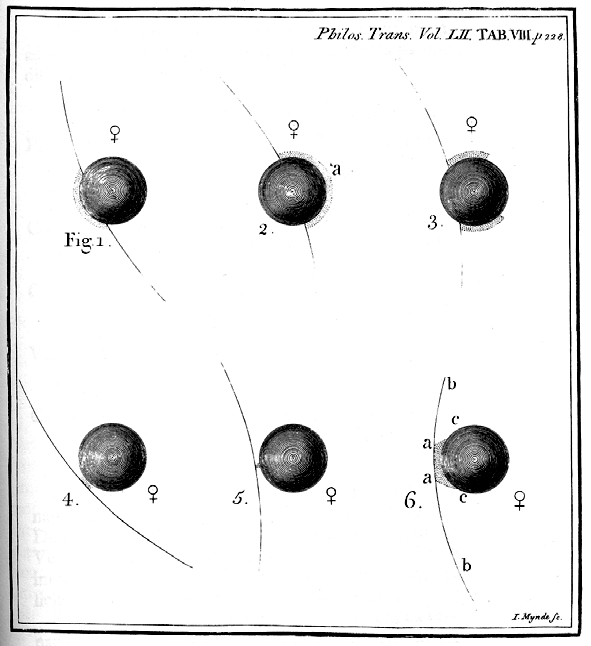
Ефект чорної краплі, зображений Торберном Бергманом в 1761 році.
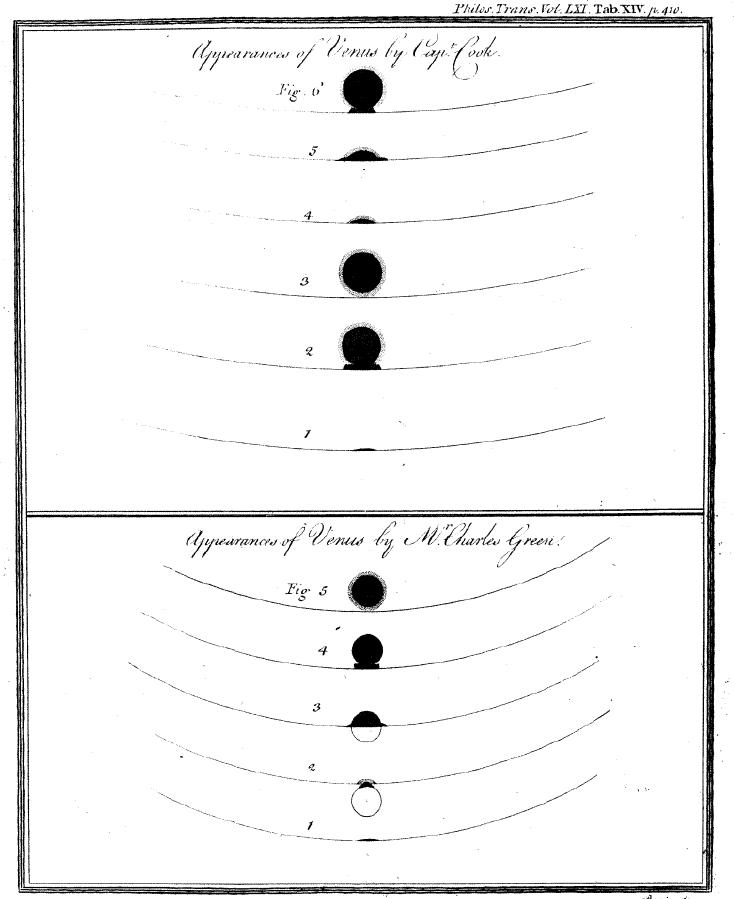
Ефект чорної краплі, замальований Джеймсом Куком і Чарльзом Гріном в 1771 році.
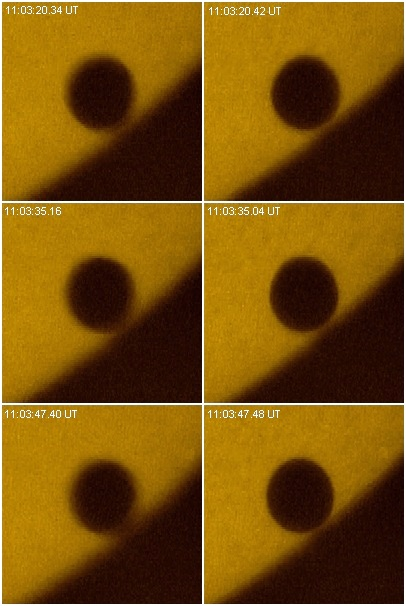
Ефект чорної краплі при спостереженнях 2004 року в моменти поганої (зліва) і хорошої видимості (справа).

## Ресурси Інтернету
- The black drop effect [Архівовано 28 лютого 2012 у Wayback Machine.]
- The «Black Drop» effect — пояснення явища на сайті TransitOfVenus.org
- Sky and Telescope: The Disappearing Black Drop [Архівовано 16 вересня 2012 у Wayback Machine.]
- Video Simulating Black Drop effect using your hand [Архівовано 8 вересня 2019 у Wayback Machine.]